# 메쓰케
메쓰케(目付)는 일본 막부의 관직명으로 에도 막부에서는 하타모토나 고케닌을 감시하는 직책이었다.

## 요약
무로마치 시대엔 전장에서의 적과 아군 양쪽의 현황을 파악하고 보고하는 감찰역이다. 横目이라고도 불렀다.
센고쿠 시대엔 각지의 다이묘마다 메쓰케라는 직무가 있었다. 에도 막부에서는 와카도시요리의 눈과 귀가 되어 하타모토 · 고케닌을 감시했고 각 번에서는 번사를 감시하는 직책이었다.
오메쓰케와 메쓰케는 로주와 와카도시요리 하위 관직으로, 각종 보고들을 이들에게 전달하는 역할을 하였다. 5명의 오메쓰케(大目付)는 다이묘, 조정의 대신들과 황실을 감시하는 역할을 하였으며 혹시모를 반란의 싹을 찾아 잘라버리는 임무를 맡았다. 에도 시대 초기에는 야휴 무네후유와 같은 유력 다이묘들이 직을 맡았으나, 시간이 흐르자 대략 5,000 여 석의 재산을 가진 조정 대신들에게 이 역할을 주었다. 또한 다이묘들을 상대하는 메쓰케들에게 권위를 부여하기 위하여 막부에서는 이들에게 종종 1만 석에 해당하는 영토를 지급하는 경우도 흔했고, 지방 관직에 임명하기도 하였다.
시간이 흐르자 오메쓰케의 역할은 쇼군의 명령을 다이묘에게 전달하고 에도 성에서 일어나는 행사들을 감독하는 것으로 바뀌었다. 이들은 종교적인 행사와 화기들도 함께 감독하였다. 메쓰케는 와카도시요리 직속의 관리들로, 쇼군의 가신들을 감시하는 역할을 맡았다. 이들은 에도에 살고 있는 수 천명에 달하는 하타코토와 고케닌들을 보호, 감시하기 위한 경찰 조직이었으며, 각 번들도 이와 비슷한 기관들을 만들어 다이묘 소속의 사무라이들을 감시하였다.

## 같이 보기
- 봉행 (일본사)